# أنطونيو فرنسيسكو مورا نيتو
أنطونيو فرنسيسكو مورا نيتو (بالبرتغالية: Antonio Francisco Neto Moura‏) هو لاعب كرة قدم برازيلي، ولد في 6 أغسطس 1996 في Atalaia, Alagoas ‏ في البرازيل. لعب مع نادي سبورت ريسيفه.

## وصلات خارجية
- أنطونيو فرنسيسكو مورا نيتو على موقع قاعدة بيانات كرة القدم.إي يو (الإنجليزية)
- أنطونيو فرنسيسكو مورا نيتو على موقع Soccerway.com (الإنجليزية)